# Jagdstaffel 41
Jagdstaffel Nr. 41 – Königlich Preußische Jagdstaffel Nr. 41 – Jasta 41 – jednostka Luftstreitkräfte z okresu I wojny światowej.

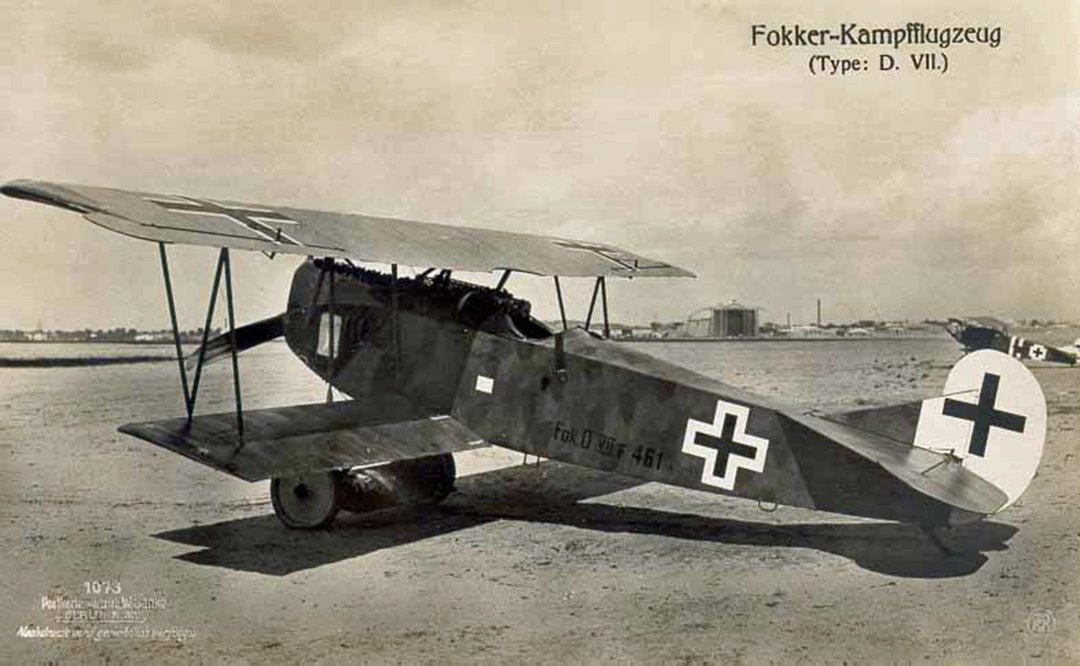
Samolot Fokker D.VII

## Informacje ogólne
Jednostka została utworzona w 18 czerwca 1917 roku we Fliegerersatz Abteilung Nr. 4 w Poznaniu, organizację eskadry powierzono przybyłemu z Jasta 26 porucznikowi Maximilianowi Zeiglerowi. Zeigler poległ 3 września 1917 roku, a jego miejsce zajął przybyły z Jasta 3 podporucznik Georg Schlenker. Eskadra działała w obszarze operacyjnym Armee-Abteilung „B”.
Piloci eskadry latali głównie na samolotach Fokker D.VII oraz Albatros D.III
Jasta 41 w całym okresie wojny odniosła 73 zwycięstwa. W okresie od czerwca 1917 do listopada 1918 roku jej straty wynosiły 10 zabitych w walce, 2 zabitych w wypadkach lotniczych, 3 rannych i jeden w niewoli.
Łącznie w jednostce służyło przeszło ponad 15 asów myśliwskich m.in.:
Josef Schwendemann (17), Hans Weiss (10), Otto Rosenfeld (9), Georg Schlenker (7), Albert Dietlen (5), Walter Kypke (5), Wilhelm „Willi” Schulz (3), Franz Piechulek (2), Fritz Höhn (3), Franz Schleiff (1), Helmut Brünig, Paul Wenzel.

## Dowódcy Eskadry
| Stopień      | Nazwisko           | Okres                  |
| ------------ | ------------------ | ---------------------- |
| Porucznik    | Maximilian Zeigler | 18.06.1917 – 3.09.1917 |
| Porucznik    | Georg Schlenker    | 3.09.1917 – 30.09.1918 |
| Podporucznik | Fritz Hohn         | 30.09.1918 – 4.10.1918 |
| Podporucznik | Helmut Brunig      | 5.10.1917 – 11.11.1918 |